# 萬輻瑪利亞
《萬輻瑪利亞》（英語：Alpha Maria），為香港電台首部外判連續劇，由王韻詩及梁健邦執導，電鑽重創影像製作，是香港電視史上首次以跨性別人士為主角，並由華裔法籍演員陳茗倫擔綱的迷你劇作品。全剧透過名為瑪利亞的「變態」家務助理，解放一個因輻射病變和宗教道德受難的家庭，重現現代社會的道德禁忌。因為表達手法甚為前衛，攝影燈光採用過往電視上較少出現的強烈鮮豔色彩，因而有「文藝Cult片」之稱。劇集全六集，自2019年10月27日起至同年12月1日期間播映，由陳茗倫、楊英偉、周漢寧、陳海寧及梁翠珊領銜主演。

## 劇情大綱
新聘請回來的家務助理Maria（陳茗倫飾）美麗如聖母，卻原來是個男人。面對著保守的賴姓宗教家庭，Maria被當作「變態」，唯她不但替賴家解決大小家政事務，做事更沒有道德底線，賴家上下在她的推波助瀾下，竟誘發出绑架、婚外情、性交易、出柜等一幕幕行為。各人的欲望與創傷得到釋放的同時，卻逐漸揭發出這個家族的成員逐一患上癌症的秘密，竟與所居住屋邨内釋放大量輻射的天線發射站有關，得知此事后居民们意见不一。

## 登場人物

### 主要角色
| 演員   | 角色   | 簡介                                                        | 出場集數               | 暱稱            |
| 陳茗倫 | 瑪利亞 | 男性，家務助理，愛作女人打扮                                | 第一集起               | Maria           |
| 楊英偉 | 賴鑑泉 | 虔誠信徒，腦癌末期病人，因病需長期坐輪椅 于第6集出柜        | 第一集起               | Saul            |
| 梁翠珊 | 利貞   | 賴鑑泉之妻、以諾母亲 于第2集和鑑泉离婚                      | 第一、二、四、五、六集 | Lillth          |
| 莫卓灝 | 賴以諾 | 賴家長子，三年前去世 生前有同性戀傾向，與好友成立輻射關注組 | 第二、六集             | Enoch           |
| 陳海寧 | 賴以容 | 大學生，於三年前離家出走 做兼職女友为生                     | 第二集起               | 容容、Elisabeth |
| 周漢寧 | 賴以恆 | 賴家次子，同性戀者                                          | 第一集起               | 恆仔、Jonah     |

### 其他登場人物
| 演員   | 角色 | 簡介                                                | 出場集數               | 暱稱    |
| 戴玉麒 | 阿薰 | 以恆的同学 父母在小時候因車禍去世，由外婆照顧       | 第一、二、三、五、六集 | Lucifer |
| 黃星叡 | 阿力 | 保安 利貞的情人                                     | 第二集                 |         |
| 唐浩然 | 阿豐 | 以諾的大學同學                                      | 第三集                 |         |
| 陳曾寧 | 小瑜 | 以容的好朋友、大學同學                              | 第三、四集             |         |
| 曾澔暘 | K仔  | 父母因工作關係，長期獨自在家 通過網絡認識以容與小瑜 | 第四集                 |         |
| 何華超 | 阿源 | 傳道人 带领鑑泉加入教會                             | 第五、六集             |         |

## 分集簡介
| 各集 | 播放日期       | 內容           |
| ---- | -------------- | -------------- |
| 1    | 2019年10月27日 | 變態·降臨      |
| 2    | 2019年11月3日  | 不倫·恩典      |
| 3    | 2019年11月10日 | 兩個瑪利亞     |
| 4    | 2019年11月17日 | 十萬元的贖罪券 |
| 5    | 2019年11月24日 | 紅色仙人掌     |
| 6    | 2019年12月1日  | 萬輻瑪利亞     |

## 制作
该剧配樂大多采用黃色魔術交響樂團的音乐。该剧監製夏桂昌在接受明报采访时称，该剧题材不是属于獵奇，而是「在社會價值觀的規範化下，能否發掘真我，帶來『面對真我』的信息」。而导演希望该剧的黑色喜劇能拍得出艾慕杜華的风格。
飾演賴以恆的周漢寧称，该片導演風格強烈，拿捏角色情緒有難度，并赞扬陳茗倫的演技。飾演賴以容的陳海寧在接受采访时表示该剧探討社会各种禁忌，而陳海寧的演技则得到了新傳網的張珮瑩赞赏。

## 评价
《明报周刊》的岑傲明指该剧和日剧《家政婦三田》相似，但不及《家政婦》大膽，对同性戀的描写缺少新觀點和角度。
Now新聞网站的余建指，该剧涉及性小眾的劇情在港剧仍有新鮮感，相信该剧为香港電台的製作带来有别于其他商营电视台的风格。
《香港01》的游大東指该剧是2019年「最後一套極有期望」的本地劇集，结合了香港社會除政治以外所出现的敏感議題，其剧情尺度无法在其他商营电视台播出。
《文汇报》的评论称该剧的結構和表現方式有別於一般港劇，具有一定的實驗性，能為港劇突破創作的框架。
香港樹仁大學新傳網的張珮瑩赞扬该剧的劇情編排，称该剧能透視現實社會，让观众明白每個人就應活成自己喜歡或原來的模樣。

## 製作團隊
- 監製：夏桂昌
- 執行監製：王韻詩
- 導演：王韻詩、梁健邦
- 劇本：王韻詩、梁健邦
- 攝影指導：黃錫強
- 美術指導：吳少慧
- 剪接：梁健邦
- 收音及音效設計：陳智豐
- 調色：楊帆
- 製作：電鑽重創影像